# Temarii Tinorua
Temarii Tinorua (4 settembre 1986) è un calciatore francese nato a Tahiti, centrocampista del Tefana.

## Carriera

### Club
Ha sempre giocato nel campionato tahitiano.

### Nazionale
È stato convocato per la Coppa delle Nazioni oceaniane del 2016.